# Hystricia micans
Hystricia micans là một loài ruồi trong họ Tachinidae.